# Білозубка мала
Білозубка мала (Crocidura suaveolens) — дрібний ссавець, вид роду білозубка (Crocidura) родини мідицеві (Soricidae) ряду мідицеподібні (Soriciformes). Вид є одним з найменших серед ссавців України і у той самий час найменшим хижим дрібним ссавцем. 
Типовим місцем опису цього таксона Петером-Симоном Палласом є місцевість біля Севастополя, де колись був Херсонес.

## Поширення
Поширений від Атлантичного узбережжя Іспанії та Португалії на схід по Європі та Азії до Сибіру. Найпівденніший край його поширення досягає Синаю (Єгипет), Малої Азії, Ізраїлю, Саудівської Аравії, Ірану та Китаю. Часто пов'язаний з людським житлом, прагнучи селитись в парках, садах і навіть хатах. Дуже поширене в скиртах соломи. Населяє широкий спектр місць проживання, включаючи виноградники, оливкові гаї, сільськогосподарські угіддя на пагорбах, сухі середземноморські чагарники, піщані дюни, скелясті ділянки в горах, і вологу щільну рослинність близько до води; уникає густі ліси. 

## Морфологічні ознаки
Носова частина малої білозубки витягнута з тупим кінцем. Мозкова частина плоска, багатокутної форми. Очі округлі і добре помітні, так само як і в інших представників цього роду. Хвіст тонкий і покритий короткими лусочками. Розміри: довжина тіла з хвостом становить 5—7 см. Довжина хвоста в основному дорівнює половині довжині всього тіла — 2,5—3,5 см. Верхня сторона тіла сіра, буро-сіра. Нижня сторона тіла біла, сіро-біла.

## Особливості біології
Розмноження. Вагітні самиці зустрічаються в основному в травні — червні. Тривалість вагітності близько 1 місяця. Самиця може мати 10–12 приплодів. Кількість дитинчат — 5—9. Середня тривалість життя один рік.
Живиться в основному безхребетними тваринами — різними комахами і їх личинками (комарі, кімнатні мухи, коники та інші), черв'яками, молюсками та іншими дрібними тваринами.